# Pop idoli
Pop idoli je peti studijski album idrijske pop punk skupine Zablujena generacija, izdan leta 2003 pri založbi Menart Records.

## Seznam pesmi
Vse pesmi je napisala skupina Zablujena generacija.
| Št.             | Naslov                     | Dolžina |
| --------------- | -------------------------- | ------- |
| 1.              | „Imam vse‟                 | 3:22    |
| 2.              | „Upornik brez razloga‟     | 3:12    |
| 3.              | „Pobegli vlak‟             | 3:20    |
| 4.              | „Patricija‟                | 3:07    |
| 5.              | „Samer hit 13‟             | 3:23    |
| 6.              | „Moja Liza‟                | 4:04    |
| 7.              | „Extrasupermegafakinnujno‟ | 3:16    |
| 8.              | „Zvečer začne se dan‟      | 3:46    |
| 9.              | „Apetit za rušenje‟        | 3:21    |
| 10.             | „Afrodita Club‟            | 3:35    |
| 11.             | „Pop idol‟                 | 3:37    |
| Skupna dolžina: | Skupna dolžina:            | 39:35   |

## Zasedba

### Zablujena generacija
- Primož Alič — vokal, kitara
- Ramon — kitara
- Aljoša Rupnik — bas kitara
- Igor Seljak — bobni

### Ostali glasbeniki
- Bor Zuljan — vokal, kitara, spremljevalni vokal, snemanje
- Dare Kaurič — bas kitara
- Tomaž Maras – Mot — bobni

### Ostali
- Saša Hes — fotografiranje
- Maja Kešelj — oblikovanje ovitka